# Ainetos (Olympionike)
Ainetos (altgriechisch Αἴνητος) war ein Olympionike der Olympischen Spiele der Antike aus Lakedaimon.
Pausanias berichtet, Ainetos sei Sieger in der Disziplin Pentathlon gewesen. Nach seinem Sieg fiel er während der Bekränzung tot um, weshalb ihm zu Ehren eine Statue in Amyklai errichtet wurde.